# Alexander Behm
Pour les articles homonymes, voir Behm.
Alexander Behm (né le 11 novembre 1880, à Sternberg (grand-duché de Mecklembourg-Schwerin) et mort le 22 janvier 1952) est un physicien allemand qui a développé un échosondeur océanique (en) fonctionnel en Allemagne en même temps que Reginald Fessenden le faisait en Amérique du Nord.

## Biographie
À la tête d'un laboratoire de recherche à Vienne (Autriche), il mène des expériences sur la propagation du son. Il tente de développer un système de détection d'iceberg utilisant des ondes sonores réfléchies après la catastrophe du Titanic le 15 avril 1912. Finalement, les ondes sonores réfléchies s'avèrent non adaptées à la détection des icebergs mais adaptées à la mesure de la profondeur de la mer, car le fond de la mer les reflètent bien, donnant naissance à l'écho-sondage.
Alexander Behm obtient le brevet allemand n°282009 pour l'invention de l'échosondeur (appareil de mesure des profondeurs de la mer et des distances et des caps des navires ou des obstacles au moyen d'ondes sonores réfléchies) le 22 juillet 1913.
En 1920, il fonde la Behm Echo Sounding Company à Kiel afin de commercialiser son invention. Il est également un pêcheur passionné et un inventeur d'articles de pêche, comme Behm-Fliege et Behm-Blinker.